# Aspidopterys microcarpa
Aspidopterys microcarpa là một loài thực vật có hoa trong họ Malpighiaceae. Loài này được H.W. Li ex S.K.Chen mô tả khoa học đầu tiên năm 1996.